# Fathom (film)
Fathom is een Britse komische avonturenfilm uit 1968, geregisseerd door Leslie H. Martinson. In Nederland kwam de film uit onder de titel Een sexbom aan een parachute. De seksbom in kwestie was Raquel Welch. De mannelijke hoofdrol werd gespeeld door Anthony Franciosa. Het scenario was gebaseerd op het boek A Girl Called Fathom van Larry Forrester (in Nederlandse vertaling verschenen als Zwarte Beertjes pocket nr. 1264, Fathom: lang, blond, mooi, moorddadig).

## Verhaal
In het zuiden van Spanje wordt de mooie Fathom Harvill (Raquel Welch), lid van een Amerikaans team van parachutespringers, door Timothy (Richard Briers) naar de Schotse kolonel (Ronald Fraser) gebracht, die voor een Westerse geheime dienst werkt. Hij wil dat zij een belangrijk onderdeel van een atoomwapen terugbrengt, dat verloren is in de Middellandse Zee. Chinese communistische agenten zitten ook achter het ding aan, dat verborgen is in een beeldje met de naam Fire Dragon. Zij moet daarvoor parachuteren in de villa van Peter Merriwether (Anthony Franciosa), wiens assistente voor de Chinese geheime dienst werkt. Er is ook nog het jacht van de Armeniër Serapkin (Clive Revill), die eveneens op het beeldje uit is. Niets blijkt te zijn wat het lijkt in deze komedie met "evenveel onverwachte wendingen als er bochten zitten in de wegen van de Rivièra."

## Rolverdeling
| Acteur            | Personage                                 |
| ----------------- | ----------------------------------------- |
| Anthony Franciosa | Peter Merriwether                         |
| Raquel Welch      | Fathom Harvill                            |
| Ronald Fraser     | Col. Douglas Campbell, hoofd van HADES    |
| Richard Briers    | Flight Lt. Timothy Webb                   |
| Greta Chi         | Maj. Jo-May Soon (Chinese geheime dienst) |
| Tom Adams         | Mike, eigenaar van Casa Miguel            |
| Elizabeth Ercy    | Ulla                                      |
| Ann Lancaster     | Mrs. Trivers                              |
| Tutte Lemkow      | Mehmed, Serapkins dienaar                 |
| Reg Lye           | Mr. Trivers                               |
| Clive Revill      | Sergi Serapkin                            |